# Новая Зеландия на зимних Олимпийских играх 2010
Новая Зеландия принимала участие в зимних Олимпийских играх 2010 в четырнадцатый раз в своей истории, но не завоевала ни одной медали. Страна была представлена 9 мужчинами и 7 женщинами, принимавшими участие в соревнованиях по биатлону, горнолыжному спорту, конькобежному спорту, лыжным гонкам, скелетону, сноубордингу, фристайлу и шорт-треку.

## Результаты соревнований

### Биатлон
Женщины
| Соревнование         | Спортсмены | Стрельба | Результат | Место |
| -------------------- | ---------- | -------- | --------- | ----- |
| Спринт               | Сара Мёрфи | 2+1      | 23:49,7   | 82    |
| Индивидуальная гонка | Сара Мёрфи | 1+2+0+3  | 52:54,9   | 82    |

### Коньковые виды спорта

#### Конькобежный спорт
Мужчины
| Соревнование | Спортсмены  | Результат | Место |
| ------------ | ----------- | --------- | ----- |
| 5000 метров  | Шейн Доббин | 6:33,38   | 17    |

#### Шорт-трек
Мужчины
| Соревнование | Спортсмены        | Отборочный раунд | Отборочный раунд | Четвертьфинал | Четвертьфинал | Полуфинал | Полуфинал | Финал     | Финал     | Финал     | Итоговое место |
| Соревнование | Спортсмены        | Результат        | Место            | Результат     | Место         | Результат | Место     | Название  | Результат | Место     | Итоговое место |
| ------------ | ----------------- | ---------------- | ---------------- | ------------- | ------------- | --------- | --------- | --------- | --------- | --------- | -------------- |
| 500 метров   | Блэйк Скджеллерап | 42,510           | 3                | не прошёл     | не прошёл     | не прошёл | не прошёл | не прошёл | не прошёл | не прошёл | 21             |
| 1000 метров  | Блэйк Скджеллерап | 1:27,875         | 2                | 1:27,374      | 4             | не прошёл | не прошёл | не прошёл | не прошёл | не прошёл | 16             |
| 1500 метров  | Блэйк Скджеллерап |                  |                  | 2:14,730      | 5             | не прошёл | не прошёл | не прошёл | не прошёл | не прошёл | 28             |

### Лыжные виды спорта

#### Горнолыжный спорт
Мужчины
| Соревнование      | Спортсмены        | 1 спуск | 2 спуск | Результат | Место |
| ----------------- | ----------------- | ------- | ------- | --------- | ----- |
| Супергигант       | Тим Кэйф          |         |         | 1:35,55   | 38    |
| Супергигант       | Бенджамин Гриффин |         |         | DNF       | —     |
| Гигантский слалом | Бенджамин Гриффин | DNF     | —       | —         | —     |

#### Лыжные гонки
Мужчины
Дистанция
| Соревнование           | Спортсмен      | Результат | Место |
| ---------------------- | -------------- | --------- | ----- |
| 15 км свободным стилем | Бенджамин Кунс | DNS       | —     |
| Гонка преследования    | Бенджамин Кунс | LAP       | 56    |
| Масс-старт             | Бенджамин Кунс | 2:21:53,9 | 46    |

Женщины
Дистанция
| Соревнование           | Спортсмены    | Результат | Место |
| ---------------------- | ------------- | --------- | ----- |
| 10 км свободным стилем | Кэтрин Колдер | 28:50,9   | 62    |
| Гонка преследования    | Кэтрин Колдер | DNS       | —     |

Спринт
| Соревнование | Спортсмены    | Квалификация | Квалификация | Четвертьфинал | Четвертьфинал | Полуфинал | Полуфинал | Финал     | Финал     |
| Соревнование | Спортсмены    | Результат    | Место        | Результат     | Место         | Результат | Место     | Результат | Место     |
| ------------ | ------------- | ------------ | ------------ | ------------- | ------------- | --------- | --------- | --------- | --------- |
| Спринт       | Кэтрин Колдер | 4:03,11      | 47           | не прошла     | не прошла     | не прошла | не прошла | не прошла | не прошла |

#### Сноуборд
Хафпайп
| Соревнование | Спортсмены      | Квалификация | Квалификация | Квалификация | Полуфинал | Полуфинал | Полуфинал | Финал     | Финал     | Финал     |
| Соревнование | Спортсмены      | 1 спуск      | 2 спуск      | Место        | 1 спуск   | 2 спуск   | Место     | 1 спуск   | 2 спуск   | Место     |
| ------------ | --------------- | ------------ | ------------ | ------------ | --------- | --------- | --------- | --------- | --------- | --------- |
| Мужчины      | Джеймс Хэмилтон | 5,2          | 28,0         | 10           | не прошёл | не прошёл | не прошёл | не прошёл | не прошёл | не прошёл |
| Мужчины      | Митч Браун      | 18,4         | 15,2         | 18           | не прошёл | не прошёл | не прошёл | не прошёл | не прошёл | не прошёл |
| Женщины      | Кендэлл Браун   | 11,4         | 29,5         | 16           | 33,3      | 28,2      | 9         | не прошла | не прошла | не прошла |
| Женщины      | Ребекка Синклэр | 14,7         | 23,7         | 21           | не прошла | не прошла | не прошла | не прошла | не прошла | не прошла |
| Женщины      | Джулиан Брэй    | 17,8         | 15,5         | 24           | не прошла | не прошла | не прошла | не прошла | не прошла | не прошла |

#### Фристайл
Ски-кросс
| Соревнование | Спортсмены   | Квалификация | Квалификация | 1/8 финала | Четвертьфинал | Полуфинал | Финал     |
| Соревнование | Спортсмены   | Результат    | Место        | 1/8 финала | Четвертьфинал | Полуфинал | Финал     |
| ------------ | ------------ | ------------ | ------------ | ---------- | ------------- | --------- | --------- |
| Женщины      | Мишель Грейг | 1:22,52      | 30           | 4          | не прошла     | не прошла | не прошла |

### Скелетон
| Соревнование | Спортсмены       | 1 заезд   | 1 заезд | 2 заезд   | 2 заезд | 3 заезд   | 3 заезд | 4 заезд   | 4 заезд | Итоговый результат | Итоговое место |
| Соревнование | Спортсмены       | Результат | Место   | Результат | Место   | Результат | Место   | Результат | Место   | Итоговый результат | Итоговое место |
| ------------ | ---------------- | --------- | ------- | --------- | ------- | --------- | ------- | --------- | ------- | ------------------ | -------------- |
| Мужчины      | Бен Сэндфорд     | 53,11     | 12      | 53,32     | 14      | 52,90     | 9       | 53,26     | 16      | 3:32,59            | 11             |
| Мужчины      | Иэн Робертс      | 55,21     | 27      | 57,58     | 28      | DNS       | —       | —         | —       | DNS                | —              |
| Женщины      | Тионетт Стоддард | 55,85     | 16      | 55,93     | 17      | 55,02     | 13      | 54,89     | 13      | 3:41,69            | 14             |